# Julius Giesecke
Julius Giesecke (* 7. Juni 1833 in Salbke; † 10. Februar 1881 in Klein Wanzleben; vollständiger Name: Adolf Julius Otto Giesecke) war ein deutscher Landwirt und Unternehmer.

## Leben
Giesecke entstammte einer alteingesessenen Salbker Bauernfamilie. 1856 übersiedelte er nach Klein Wanzleben und heiratete Marie Elisabet geb. Rabbethge, eine Tochter von Matthias Christian Rabbethge. Gieseckes Vater Johann Adolf Giesecke übernahm zugleich Anteile der in Gründung befindlichen Gesellschaft Rabbethge & Giesecke, die sich mit dem Anbau von Zuckerrüben und der Gewinnung von Rübenzucker beschäftigte. Gemeinsam mit seinem Schwiegervater führte Julius Giesecke das Unternehmen, wobei Giesecke sich auf den landwirtschaftlichen Teil konzentrierte. Die Ackerfläche des Unternehmens vergrößerte sich unter seiner Leitung von 200 Morgen auf 17.000 Morgen.
Besondere Bedeutung erlangte das Unternehmen, da sich Rabbethge und Giesecke vor allem für eine bessere Qualität der Zuckerrüben einsetzten und große züchterische Erfolge erzielten. Sie legten damit den Grundstein für die bekannte Klein Wanzleber Saatzucht. Die von ihnen gezüchtete Zuckerrübe Original wurde zu einer der wichtigen Anbausorten.